# Loránt Vincze
Loránt Vincze, né le 3 novembre 1977 à Târgu Mureș, est un homme politique roumain, membre de l'Union démocrate magyare de Roumanie (UDMR).

## Biographie
Il est élu député européen lors des élections européennes de 2019. Il siège au sein du groupe du Parti populaire européen.